# (3386) Klementinum
(3386) Klementinum es un asteroide perteneciente al cinturón de asteroides, descubierto el 16 de marzo de 1980 por Ladislav Brožek desde el Observatorio Kleť, České Budějovice, República Checa.

## Designación y nombre
Designado provisionalmente como 1980 FA. Fue nombrado Klementinum en homenaje a la escuela jesuita Clementinum de Praga, donde comparte espacio una biblioteca de la universidad, un museo de las matemáticas y un observatorio astronómico.